# Sebastiaan Matheüs Sigismund Modderman
Sebastiaan Matheüs Sigismund Modderman (Hoogezand, 23 de juliol de 1820 - Groningen, 22 de maig de 1900) va ser alcalde de Groningen. El seu pare era membre de la Tweede Kamer i el seu avi dels Estats generals de les Províncies Unides. Va néixer a Hoogezand, però el 1832 es va mudar a Groningen. Després de fer la carrera de Dret a la Universitat de Groningen va ser anomenat Rijksadvocaat ('advocat de l'Estat') el 1846. Un any després, es va casar amb Elisabeth Christina Maria van Hall.

## Carrera política
El 1862, Modderman va ser anomenat membre dels Estats Provincials de Groningen. Dos anys després va ser anomenat regidor i poc després regidor de govern. Des del 1893 fins al 1900 va ser alcalde de Groningen. El gener de 1900 va deixar el càrrec a causa d'una malaltia, de la qual es va morir sis mesos després. El consell de Groningen va demanar al pintor Jozef Israëls que és un retrat de Modderman en honor seu.
A la ciutat de Groningen hi ha un carrer anomenat en honor de Modderman, el Moddermanlaan.